# Nippon Ichi Software
Nippon Ichi Software, Inc. (яп. 日本一ソフトウェア Nippon Ichi Sofutowea), известен как Prism Kikaku с июля 1993 по июль 1995 — японский разработчик и издатель игр на консоли, таких как Disgaea: Hour of Darkness, Phantom Brave, Makai Kingdom: Chronicles of the Sacred Tome, La Pucelle: Tactics и Rhapsody: A Musical Adventure.

## История
Nippon Ichi Software, Inc. была основана в 1993 в префектуре Гифу, Япония, как компания по разработке развлекательного программного обеспечения. С тех пор Nippon Ichi Software, Inc. выросла в крупную межнациональную компанию, специализирующаяся на создании видеоигр на современных игровых консольных платформах. NIS America, Inc. является подразделением японской Nippon Ichi Software Inc., основанной в США 24 декабря, 2003. Расположенная в Санта-Ане (Калифорния), «NIS America, Inc.» занимается такими задачами как локализация, маркетинг, и издательство продуктов Nippon Ichi.
Создание NIS America стало результатом желания компании сконцентрироваться на международном рынке и привело к популяризации продуктов компании в США. Одной из важных причин возникновения данного подразделения стало успешное появление на американском рынке игр NIS локализованных и изданных сторонними издателями. Яркими примерами тому являются Disgaea: Hour of Darkness, изданная в США Atlus и в Европе Koei, La Pucelle, изданная в США Mastiff Inc, и Rhapsody: A Musical Adventure которая также была издана в США Atlus.
Nippon Ichi означает «Лучший в Японии» или «#1 в Японии» и часто сокращается до «N1» 

## Игры
Несмотря на то, что компания разработала несколько традиционных РПГ (например, серия Marl Kingdom), поздние релизы игр Nippon Ichi в большинстве своем относятся к жанру игр пошаговая стратегия. Многие персонажи из раннее выпущенных серий можно встретить в следующих играх, зачастую в качестве секретных персонажей, даже если эти игры напрямую никак не связаны.
Некоторые из игр, выпущенные Nippon Ichi, никогда не издавались за пределами Японии: например Cooking Fighter Hao. Наибольшей популярностью пользуются игры из серии «Disgaea», а кроме того La Pucelle Tactics, Phantom Brave, Makai Kingdom и Rhapsody: A Musical Adventure. Все эти игры связаны друг с другом, их действие разворачивается в одной и той же вселенной, везде есть путешествия между измерениями, специфические для данной вселенной виды монстров, наконец — везде самым сильным противником является Баал.
Игры Nippon Software inc. наполнены оптимизмом.

### Выпущенные игры в Европе (по дате)
- Disgaea: Hour of Darkness (Developer) (Published by Koei) — PS2 (05/28/04)
- La Pucelle: Tactics (Developer) (Published by Koei) — PS2 (04/01/05)
- Phantom Brave (Developer) (Published by Koei) — PS2 (02/04/05)
- Makai Kingdom: Chronicles of the Sacred Tome (Developer/Publisher) — PS2 (10/25/05)
- Atelier Iris: Eternal Mana (Developer) (Published by Koei) — PS2 (03/17/06)
- Atelier Iris 2: The Azoth of Destiny (Developer) (Published by Koei) — PS2 (09/26/06)
- Disgaea 2: Cursed Memories (Developer/Publisher) — PS2 (11/03/06)
- Blade Dancer: Lineage of Light (Developed by Hit Maker) (Publisher) — PSP (02/09/07)
- Atelier Iris 3: Grand Phantasm (Developed by Gust) — PS2 (07/27/07)
- Generation of Chaos (Developer) (Publisher) — PSP (09/14/07)
- GrimGrimoire (Developed by Vanillaware) — PS2 (09/28/07)
- Soul Nomad and the World Eaters (Developer) — PS2 (06/20/08)

### Выпущенные игры в США (по дате)
- Rhapsody: A Musical Adventure (Developer) (Published by Atlus) — PS1 (03/30/00)
- Jigsaw Madness (Developer) (Published by XS Games) — PS1 (12/01/02)
- Disgaea: Hour of Darkness (Developer) (Published by Atlus) — PS2 (08/27/03)
- La Pucelle: Tactics (Developer) (Published by Mastiff) — PS2 (05/04/04)
- Phantom Brave (Developer/Publisher) — PS2 (08/31/04)
- Phantom Brave — Special Edition (Developer/Publisher) — PS2 (08/31/04)
- Atelier Iris: Eternal Mana (Developed by Gust Corporation) (Publisher) — PS2 (06/28/05)
- Makai Kingdom: Chronicles of the Sacred Tome (Developer/Publisher) — PS2 (07/26/05)
- Generation of Chaos (Developed by Idea Factory) (Publisher) — PSP (02/28/06)
- Atelier Iris 2: The Azoth of Destiny (Developed by Gust Corporation) (Publisher) — PS2 (04/25/06)
- Blade Dancer: Lineage of Light (Developed by Hit Maker) (Publisher) — PSP (07/18/06)
- Disgaea 2: Cursed Memories (Developer/Publisher) — PS2 (08/29/06)
- Spectral Souls: Ressurection of Ethereal Empires (Developed by Idea Factory) (Publisher) — PSP (09/26/06)
- Ar tonelico: Melody of Elemia (Developed by Gust Corporation) (Publisher) — PS2 (2/7/2007)
- Aedis Eclipse: Generation of Chaos (Developed by Idea Factory) — PSP (05/24/07)
- Atelier Iris 3: Grand Phantasm (Developed by Gust Corporation) — PS2 (05/29/07)
- GrimGrimoire (Developed by Vanillaware) — PS2 (06/26/07)
- Dragoneer's Aria (Developed by Hit Maker) — PSP (08/21/07)
- Soul Nomad and the World Eaters (Developer) — PS2 (9/25/07)
- Disgaea: Afternoon of Darkness (Developer) — PSP (10/30/07)
- Mana Khemia: Alchemists of Al-Revis (Developed by Gust Corporation) — PS2 (03/31/08)
- Disgaea 3: Absence of Justice (Developer) — PS3 (08/26/08)
- Rhapsody: A Musical Adventure — DS (09/23/08)
- Disgaea DS (Developer/Publisher) — DS (09/25/08)
- Ar tonelico II: Melody of Metafalica (Developed by Gust Corporation) (Publisher) — PS2 (01/20/09)
- Z.H.P. Unlosing Ranger VS Darkdeath Evilman — PSP (03l11l2010)

### Выпущенные игры в Японии (по дате)
- Jigsaw World (Developer/Publisher) — PS1 (02/03/95)
- Oni Taiji, The: Mokushi Se! Ni Yome Momotarou (Developer/Publisher) — PS1 (10/13/95)
- Jigsaw Land: Japan Graffiti (Developer/Publisher) — PS1 (09/13/96)
- Souryu: Logical Mahjong (Developer/Publisher) — PS1 (12/20/96)
- Doki Doki Shutter Chance (Developer/Publisher) — PS1 (10/23/97)
- SatelliTV (Developer/Publisher) — PS1 (01/08/98)
- Cooking Fighter (Developer/Publisher) — PS1 (05/21/98)
- The Adventure of Puppet Princess (Developer/Publisher) — PS1 (12/17/98) localized as Rhapsody: A Musical Adventure
- Logic Mahjong Souryu (Developer/Publisher) — PS1 (05/04/99)
- Little Princess: Maru Oukoku no Ningyou Hime 2 (Developer/Publisher) — PS1 (11/25/99)
- Tenshi no Present: Marle Oukoku Monogatari (Developer/Publisher) — PS2 (12/21/00)
- Marl de Jigsaw (Developer/Publisher) — PS2 (11/15/01)
- La Pucelle (Developer/Publisher) — PS2 (01/31/02) localized as La Pucelle: Tactics
- Marl Jong!! (Developer/Publisher) — PS1 (04/24/02)
- Makai Senki Disgaea (Developer/Publisher) — PS2 (01/30/03) localized as Disgaea: Hour of Darkness
- Marujan!! (Developer/Publisher) — PS1 (04/24/03)
- Phantom Brave (Developer/Publisher) — PS2 (01/22/04) localized as Phantom Brave
- Iris no Atelier: Eternal Mana - Limited Edition (Developed by Gust) (Publisher) — PS2 (05/27/04) localized as Atelier Iris: Eternal Mana
- Hayari Gami (Developer/Publisher) — PS2 (08/05/04)
- La Pucelle: Hikari no Seijo Densetsu Nishuu (Developer/Publisher) — PS2 (10/21/04)
- Phantom Kingdom (Developer/Publisher) — PS2 (03/18/05) localized as Makai Kingdom: Chronicles Of The Sacred Tome
- Eien no Aseria: The Spirit of Eternity Sword (Developer/Publisher) — PS2 (05/12/05)
- Hayarigami Revenge (Developer/Publisher) — PS2 (07/14/05)
- Tristia of the Deep-Blue Sea (Developer/Publisher) — PS2 (08/11/05)
- Rasetsu Alternative (Developer) (Published by Kogado Studio) — PS2 (10/13/05)
- Hayarigami Portable (Developer/Publisher) — PSP (12/15/05)
- Makai Senki Disgaea 2 (Developer/Publisher) — PS2 (02/23/06) localized as Disgaea 2: Cursed Memories
- Makai Senki Disgaea Portable (Developer) — PSP (11/30/06) localized as Disgaea: Afternoon of Darkness
- Soul Cradle (Developer) — PS2 (01/25/07) — localized as Soul Nomad & the World Eaters
- GrimGrimoire (Developed by Vanillaware) (Publisher) — PS2 (4/12/07)
- Hayarigami 2 (Developer/Publisher) — PS2 (11/15/07)
- Makai Senki Disgaea 3 (Developer/Publisher) — PS3 (01/31/08)

### Отмененные продукты (по дате)
- Makai Wars (Developer) — PS3, PSP

### Ожидаемые игры (по дате)
- Puchi Puchi Virus — (NIS) — Nintendo DS (2009)
- A Witch's Tale — (Hitmaker) Nintendo DS (2009)
- Mana Khemia: Student Alliance — (Gust) — PSP (January 20, 2009)
- Let's Hitchhike — (NIS) — WiiWare (2009)
- Phantom Brave — (NIS) — Wii (2009)
- Cross Edge — (NIS) — PS3 (2009)
- Makai Senki Disgaea 2 Portable — (NIS) — PSP (2009)[4]

## Другая аудио- и видеопродукция
Nippon Ichi иногда выпускает дополнительную мультимедиа продукцию по своим играм. Их первый проект в аниме основан на Disgaea: Hour of Darkness. Успех Disgaea подтолкнул Nippon Ichi к выпуску некоторых других своих продуктов на экран. В будущем возможен выход подобной продукции по таким играм как La Pucelle, Phantom Brave и Makai Kingdom.

### Аниме
- Makai Senki Disgaea. Всего 12 серий. Студия: Oriental Light and Magic.
- Eien no Aseria — The Spirit of the Eternity Sword. 2 серии (OVA) total. Студия: Studio Matrix.

### Игрушкии миниатюрные фигурки
- NIS America продает игрушки и миниатюрные фигурки связанные с их играми. official site.

## Статьи
1. ↑  Google Knowledge Graph — 2012.
2. ↑  NIS, America Inc. -- About NISA. NIS, America Inc.. Дата обращения: 14 октября 2008. Архивировано из оригинала 27 марта 2012 года.
3. ↑  Kurt Kalata. NIS games at Hardcore Gaming 101 (2006). Дата обращения: 26 января 2008. Архивировано 19 октября 2006 года.
4. ↑  Disgaea 2 PSP (2009). Дата обращения: 12 января 2009. Архивировано из оригинала 27 марта 2012 года.